# Juan Manuel Muñoz Gambero
Juan Manuel Muñoz Gambero (nacido en  Málaga,  1942) arqueólogo español, pionero de la Arqueología andaluza.

## Biografía
Juan Manuel Muñoz Gambero tuvo como primer maestro a Julio Martínez Santa-Olalla que le llevó a Madrid y al poco tiempo, con solo 19 años, le deja al frente de 30 obreros en las excavaciones de la Carteia romana en San Roque, Cádiz.
Licenciado en Historia Antigua en la Facultad de Filosofía y Letras, de la Universidad de Málaga, es director y profesor del Seminario Municipal de Arqueología del Ayuntamiento del Rincón de la Victoria. También estudió un posgrado en la Universidad de la Sorbona, en la V Sección Ciencias Religiosas de la Escuela Práctica de Altos Estudios. Se define como arqueólogo profesional. Miembro Fundación Tiro. Director Excavaciones en Masmás IV Misión Arqueológica Española por la Unesco para Egipto.
En 1959, funda el Grupo de Investigaciones Arqueológicas y Espeleológicas,(GAE) formado por jóvenes malagueños, entusiastas de la Arqueología.
Juan Manuel Muñoz Gambero descubre en diciembre de 1959, el yacimiento ibero-púnico del Cerro de la Tortuga, junto a la residencia militar Castañón de Mena.
A partir de 1963 fue director de excavaciones de una necrópolis meroítica en el Alto Egipto con la Misión Española en Egipto.
En 1965 se produjo su descubrimiento más famoso, en un cañaveral junto al río Guadalhorce, había descubierto el yacimiento fenicio del Cerro del Villar. Durante la excavación, por cierto, los jóvenes arqueólogos pudieron sentir la furia de los elementos y del río Guadalhorce y comprender por qué sus primitivos pobladores lo terminaron abandonando.
Actualmente se dedica a la investigación en los campos de la Prehistoria y la Protohistoria, lleva años estudiando los inicios de la escritura en Andalucía, cuando visitó los dólmenes de Antequera, descubrió que sus ortostatos estaban repletos de signos grabados y que éstos no se trataban de pictogramas o ideogramas, sino escritura con signos enigmáticos hallados en Málaga que corresponden al Neolítico, el arqueólogo fecha estos signos en la época calcolítica, es decir, podrían tener entre 4.000 y 5.000 años de antigüedad, con paralelismos en Málaga, Almería, Granada y Huelva. Como el dolmen de Menga, que también tiene inscripciones. 
Y otra sobre el Templo-Necrópolis ibero-fenicio del Cerro de la Tortuga, dentro del campo de la Arqueología fenicio-púnica. Aunque hay divergencias en la comunidad científica sobre la adscripción cultural y arquitectónica de los restos del Cerro de la Tortuga, Muñoz Gambero apuesta claramente por un templo y una necrópolis que él calcula con más de cien tumbas repartidas por todo el cerro, la mayoría sin excavar. Fecha el yacimiento sobre el V-VI a. C., tres después de la civilización fenicia, y la considera adscrita a una cultura con rasgos púnicos (cartagineses) e íberos. Cree que en los estratos aún sin excavar hay vestigios fenicios como los del vecino Cerro del Villar, con el que Muñoz también relaciona el enclave de la Tortuga.
Desde el cerro se divisa la bahía y la Hoya de Málaga, y bien pudo ser un «promontorio sagrado» para todos los visitantes que arribaban a las costas de la antigua Malaka.
En 2012 dirige la exposición “La fundación de una ciudad milenaria. El descubrimiento del yacimiento fenicio del Cerro del Villar”, que se celebró en la Sala de Exposiciones de Cajamar, situada en la céntrica Alameda Principal de la capital malagueña.